# Pietroasa, Timiș
Pietroasa (maghiară Kőfalu) este satul de reședință al comunei cu același nume din județul Timiș, Banat, România.

## Vezi și
- Biserica de lemn din Pietroasa de Sus